# 抱きしめても止まらない
『抱きしめても止まらない』(だきしめてもとまらない)は松田樹利亜の1枚目のシングル。

## 内容
自身のソロ・デビュー作はテレビ朝日系「トゥナイト」エンディング・テーマ。アルバム「JULIA I」はロングバージョンとして収録。カップリング「Dream of You」は自身初の作詞。

## 収録曲
1. 抱きしめても止まらない
作詞：田村直美　作曲：Joey Carbone・Jeff Carruthers・Mike Egizi　編曲：須貝幸生・横関敦
2. Dream of You
作詞：松田樹利亜・みかみ麗緒　作曲：Warren Harry　編曲：須貝幸生・横関敦
3. 抱きしめても止まらない (inst.)